# Mjölången
Mjölången är en sjö i Olofströms kommun i Blekinge och ingår i Skräbeåns huvudavrinningsområde. Vid provfiske har abborre, gädda och mört fångats i sjön.